# 宮田重文
宮田 重文（みやた しげふみ、1898年（明治31年）3月17日 - 1973年（昭和48年）12月6日）は、昭和期の実業家、政治家。参議院議員（2期）、茨城県久慈郡太田町長、常陸太田市長、同名誉市民。旧姓は立川。

## 経歴
茨城県久慈郡太田町（現常陸太田市）で、立川義之の三男として生まれる。茨城県立太田中学校（現茨城県立太田第一高等学校・附属中学校）を経て、1921年（大正10年）早稲田大学政治経済科を卒業した。
1921年、明治屋に入社し、1926年（大正15年）に丸の内支店次長で退職して帰郷した。書籍・学用品販売業の宮田家の養子となった。茨城新聞社に入社し、営業局外交部長に就任。1928年（昭和3年）2月の第16回衆議院議員総選挙に大学の恩師五来欣造が茨城県第2区から立候補した際に、選挙事務長を務めたが五来は落選した。
1933年（昭和8年）4月、太田町会議員に就任し1947年（昭和22年）まで在任。同年、太田町長に選出され、茨城県町村長会副会長、同商工会名誉会頭、同食糧調達委員、同開拓委員会委員、同町村会長、全国町村会常任理事、同国民健康保険団体連合会理事長、済生会茨城県支部会長なども務めた。1950年（昭和25年）9月に参議院議員柴田政次が死去し、翌月実施された第1回参議院議員通常選挙・茨城県地方区補欠選挙に町長を辞して日本自由党公認で出馬して当選。第4次吉田内閣首都建設政務次官などを務めた。1953年（昭和28年）4月の第3回通常選挙では、自由党茨城県連と公認について問題がおこり、最終的に宮田が公認されて再選を果たし、参議院議員に連続2期在任した。自由党副幹事長、参議院内閣委員会理事、自由民主党副幹事長、参議院逓信委員長などを務め、橋本登美三郎らと国際電信電話（KDD）の設立に尽力した。1959年（昭和34年）6月の第5回通常選挙に立候補したが落選した
1962年（昭和37年）11月28日、常陸太田市長に就任。上下水道の整備など市民の生活環境の向上、福祉の充実などに尽力し、3期在任し市長在任中の1973年12月に死去した。この間、全国防災協会副会長、茨城県市長会長などを務め、1968年（昭和43年）春の叙勲で勲三等旭日中綬章受章。1971年（昭和46年）3月、常陸太田市教育施設整備費として100万円寄付により紺綬褒章受章。その他、太田水道社長、関東住宅社長、早稲田大学商議員などに在任した。死没日をもって勲二等瑞宝章追贈、従四位に叙される。

## 親族
- 長兄 立川連（台湾総督府官僚）[4]